# 千葉卓三郎
千葉 卓三郎（ちば たくさぶろう、嘉永5年6月17日（1852年8月2日） - 明治16年（1883年）11月13日）は、日本の教育者、自由民権運動家。私擬憲法「日本帝国憲法」（通称：五日市憲法）の起草者として知られる。

## 略歴
1852年(嘉永5年6月17日)8月2日、仙台藩・陸奥国栗原郡刈敷村（現・宮城県栗原市志波姫、北緯38度46分35.1秒 東経141度5分55.7秒）に仙台藩の下級士族である千葉宅之丞と妾のちかの長男として生まれる。3歳のときに母親が千葉家を去り、義母に育てられる。11歳で仙台藩藩校・養賢堂（北緯38度16分6秒 東経140度52分16秒 / 北緯38.26833度 東経140.87111度）にて大槻磐渓に師事。
1868年（明治元年）、16歳にして戊辰戦争勃発。仙台藩士として出征、白河口の戦いに参加するも敗戦を経験する。その失意から、1871年に上京し、神田駿河台のニコライ (日本大主教)より受洗。1872年（明治5年）、地元の水沢県に設けられたハリストス正教の祈祷所（後の金成ハリストス正教会、北緯38度48分36.5秒 東経141度4分25.4秒）にて洗礼を受ける。1874年に神仏不教の罪で服役。
1875年にニコライのもとを去り、安井息軒に師事するも一年で安井が亡くなり、カトリック宣教師ウィグルスに師事、1877年にはプロテスタント宣教師のロバート・S・マクレイに師事。各地を遍歴し、医学・数学・ロシア語・国学・浄土真宗・儒学・正教・カトリック・プロテスタントを学び、一時は商人に転向する。
1880年（明治13年）春より、自由民権運動が盛んだった神奈川県西多摩郡五日市町（現・東京都あきる野市）の村立小学校勧能学校（北緯35度43分45.6秒 東経139度13分29.6秒 / 北緯35.729333度 東経139.224889度）に勤務。同校は同じ仙台藩出身で戊辰戦争の敗北を経験した永沼織之丞が校長を務めており、永沼の辞任後、千葉が二代目校長となる。1881年（明治14年）、私擬憲法「日本帝国憲法」を教え子の深沢権八らと起草したとされる。
1882年（明治15年）には持病の結核・胃病が悪化し、療養生活に入り、1883年（明治16年）11月12日、治療の甲斐なく東京府本郷区（現・東京都文京区本郷）の竜岡病院にて死去。享年31。養女により、宮城県仙台区（現・宮城県仙台市青葉区）の北山五山・資福寺（北緯38度16分59.4秒 東経140度51分36.6秒 / 北緯38.283167度 東経140.860167度）に葬られた。

## 没後
1967年に深沢家の土蔵に眠っていた千葉の大量の文書や蔵書が偶然日の目を見た。
1968年（昭和43年）、色川大吉・東京経済大学教授（仙台の（旧制）第二高等学校から東京帝国大学に進学）により、深沢家土蔵（北緯35度44分57秒 東経139度12分24.4秒 / 北緯35.74917度 東経139.206778度）から私擬憲法「日本帝国憲法」が発見され、五日市憲法と名づけられた。その後、同憲法起草地である東京都西多摩郡五日市町（現・あきる野市）の五日市中学校、出生地である宮城県栗原郡志波姫町（現・栗原市）、および墓地がある仙台市の資福寺に記念碑が建立された。
墓地は2022年秋に墓じまいとなり、元々あった区画からは撤去されている。

## 人物
- 彼の起草した五日市憲法（日本帝国憲法）は、現日本国憲法に近い基本的人権の尊重を重視し、国民の権利保障に重点をおいたものとなっている。
- タクロン・チーバと名乗った事もある[16][17]。